# Тизенгауз, Антоний
Граф Анто́ний Тизенга́уз (Антоний Тизенгаузен; 1733, Новоельня, Новогрудское воеводство — 31 марта 1785, Варшава) — политический и общественный деятель Великого княжества Литовского, один из талантливейших финансистов своего времени. Фактический наместник монарха Речи Посполитой в ВКЛ, где Тизенгауз «почти монополизировал королевскую политику» до 1780 года.

## Биография
Родился в 1733 году в Новоельне в семье богатого и влиятельного вельможи Бенедикта Тизенгауза, члена семьи Тизенгаузен. Образование получил в иезуитской коллегии в Вильно. С 1764 года — конюший великий литовский; с 1765 года — литовский надворный подскарбий. Инициировал реформы в Шавельской экономии, что привело к Шавельскому восстанию крестьян в 1769 году.
Гродненский староста при Станиславе Понятовском. Видный гродненский меценат.

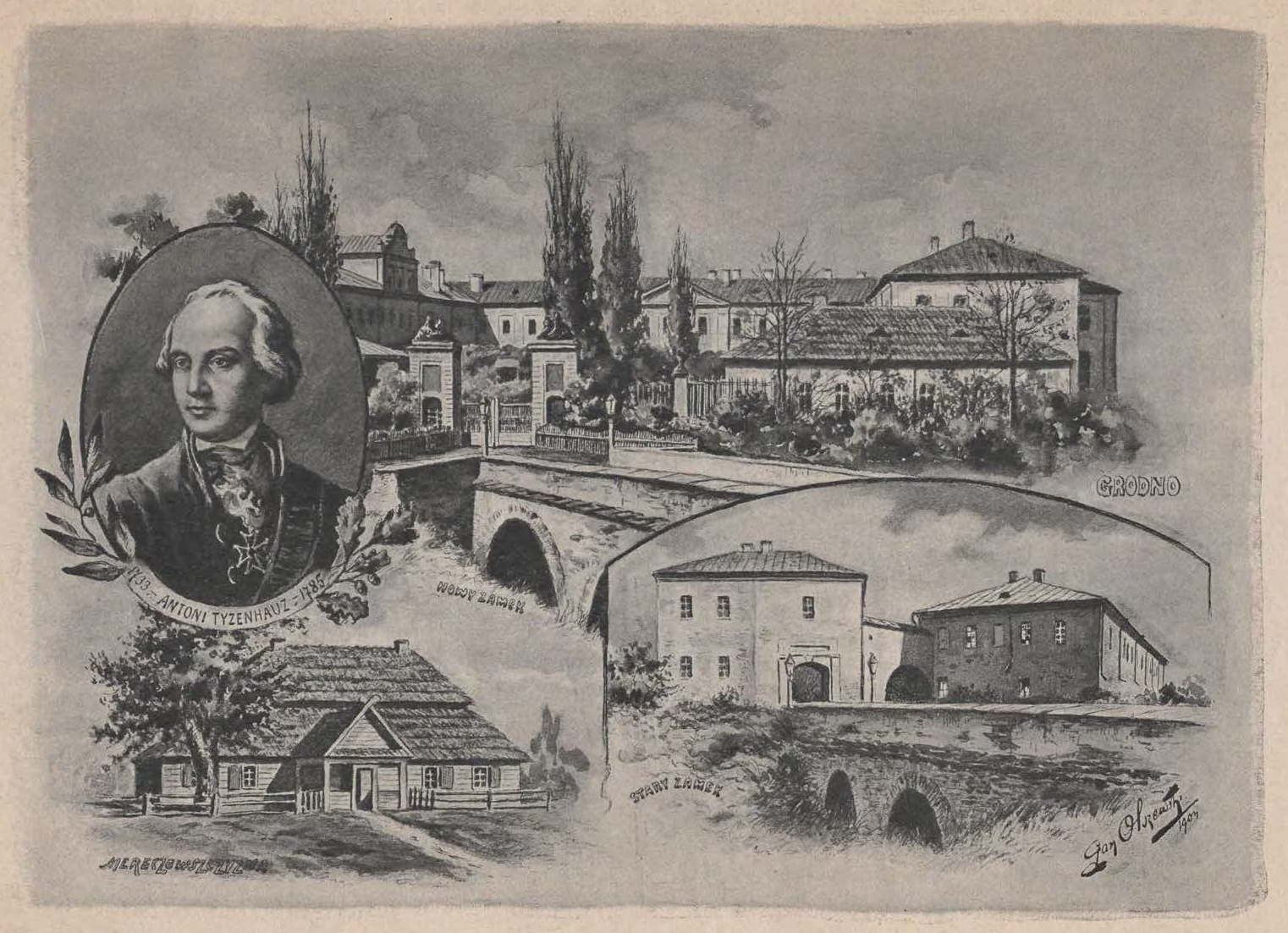
Антоний Тизенгауз

В 1770—1780 годах гродненский староста Антоний Тизенгауз основал в городе и его окрестностях ряд мануфактур: суконную, полотяную, оружейную, чулочную, каретную и т. д. Им же был открыт первый в городе театр.
В 1777—1778 — граф А. Тизенгауз вместе с домашним учителем иезуитом Франтишком Богушем посетил Германию, Францию, Италию.
Антоний Тизенгауз сделал значительный вклад в развитие местечка Поставы. Реформатор превратил своё родовое имение в один из центров культуры и промышленности края. Было организовано мануфактурное производство (всего 35 предприятий).
Известный путешественник Павел Шпилевский в своих очерках под названием «Путешествие по Полесью и Белорусскому краю» про Антония Тизенгауза написал следующее:

«Съ 1742 года Беловежская пуща сделалась дарственнымъ владеніемъ польскихъ магнатовъ; въ конце XVIII века она принадлежала фамиліи Тизенгаузеновъ, изъ которыхъ одинъ, именно литовскій подскарбій Антоній Тизенгаузенъ, былъ въ дружсскихъ сношеніяхъ съ знаменитымъ Руссо и въ 1778 году приглашалъ его навсегда переехать въ Польшу, обещавъ подарить ему часть беловежскихъ лесовъ.»— 
Последние годы провел в Варшаве. Похоронен граф в фамильном склепе в Костёле Вознесения Пресвятой Девы Марии (Желудок).

## Память
В 1820 году философ и историк Франтишек Ксаверий Богуш издал «Воспоминания про Антония Тизенгауза».
27 декабря 2019 года в Поставах торжественно открыли памятник белорусскому политику и финансисту Антонию Тизенгаузу. Автор проекта — скульптор Александр Финский. Памятник установлен около Дворца Тизенгауза. 
Имя Антония Тизенгауза носит детская школа искусств в Гродно. 
Именем Антония Тизенгауза названа площадь в Гродно. 
В Соборе Святого Франциска Ксаверия в Гродно установлен памятник-кенотаф Антонию Тизенгаузу. 